# Gymnoscelis pauxillaria
Gymnoscelis pauxillaria là một loài bướm đêm trong họ Geometridae.